# مارال فرجاد
مارال فرجاد (زادهٔ ۲۱ آبان ۱۳۶۱) بازیگر سینما و تلویزیون ایرانی است.

## زندگی
مارال فرجاد ۲۱ آبان ۱۳۶۱ در تهران زاده شد. پدرش جلیل فرجاد و خواهر وی مونا فرجاد نیز بازیگر هستند.

## فیلم‌شناسی
مارال فرجاد فارغ‌التحصیل رشته عکاسی است. وی فعالیت سینمایی خود را در مقام بازیگری از سال ۱۳۸۴ با فیلم شام عروسی آغاز کرد. این هنرمند در فیلم‌هایی چون «شام عروسی» (۱۳۸۴)، «پسران آجری» (۱۳۸۵) و «دوشیزه باران» (۱۳۸۶)؛ و مجموعه‌هایی نظیر «کت جادویی» (۱۳۷۸–۱۳۷۷)، «عملیات ۱۲۵» (۱۳۸۷)، «خاتون» (۱۳۹۳) و «ساعت صفر» (۱۳۹۴) به نقش‌آفرینی پرداخته است

### سینمایی
- مورچه خوار (۱۳۹۸)
- زنبور کارگر (۱۳۹۸)
- خوب، بد، جلف ۲:ارتش سری (۱۳۹۸)
- پری‌سا(۱۳۹۶)
- ماهور (۱۳۹۶)
- کوتاه مثل زندگی (۱۳۹۵)
- جاودانگی (۱۳۹۴)
- ربوده شده (۱۳۹۴)
- دوشیزه باران (۱۳۸۶)
- اوهام (۱۳۸۶)
- پسران آجری (۱۳۸۵)
- شام عروسی (۱۳۸۴)

### مجموعه تلویزیونی
| سال  | فیلم                       | کارگردان                          | توضیحات                 |
| ---- | -------------------------- | --------------------------------- | ----------------------- |
| ۱۳۷۷ | کت جادویی                  | محمدحسین لطیفی                    | شبکه ۳                  |
| ۱۳۸۲ | تله تئاتر یونانیان         | عبدالحسین لاله                    | شبکه دوم سیما           |
| ۱۳۸۰ | حجر بن عدی                 | تاجبخش فنائیان                    | شبکه ۱                  |
| ۱۳۸۴ | روح مهربان                 | امیر قویدل                        | شبکه ۱                  |
| ۱۳۸۴ | راه شب                     | داریوش فرهنگ                      | شبکه ۳                  |
| ۱۳۸۵ | گلریزان                    | مسعود رشیدی                       | شبکه ۱                  |
| ۱۳۸۵ | تا صبح                     | مجید جوانمرد - محمدعلی باشه آهنگر | شبکه تهران              |
| ۱۳۸۶ | حلقه سبز                   | ابراهیم حاتمی کیا                 | شبکه ۳                  |
| ۱۳۸۶ | دریا در غربت               | سید رحیم حسینی                    | شبکه ۱                  |
| ۱۳۸۶ | زمین آسمانی                | عبدالرحمن شلیلیان                 | شبکه ۱                  |
| ۱۳۸۷ | عملیات ۱۲۵ (سری اول)       | بهروز افخمی                       | شبکه تهران              |
| ۱۳۹۲ | همه بچه‌های ما              | تاجبخش فنائیان                    | شبکه ۲                  |
| ۱۳۹۳ | رخصت                       | قدرت‌الله صلح میرزایی              | شبکه ۳                  |
| ۱۳۹۴ | خاتون                      | مرتضی آتشی زمزم                   | شبکه تهران              |
| ۱۳۹۴ | ساعت صفر                   | سعید سلطانی                       | شبکه ۳                  |
| ۱۳۹۷ | رهایم نکن                  | محمدمهدی عسگرپور                  | شبکه ۳ پخش در ماه رمضان |
| ۱۳۹۷ | ستاره‌های حیران             | فرزاد فره وشی                     | شبکه نمایش خانگی        |
| ۱۳۹۸ | برادر جان                  | محمدرضا آهنج                      | شبکه ۳                  |
| ۱۳۹۸ | خواب‌زده                    | سیروس مقدم                        | شبکه نمایش خانگی        |
| ۱۳۹۹ | زمین گرم                   | سعید نعمت‌الله                     | شبکه ۳ / مناسبتی محرم   |
| ۱۳۹۹ | با خانمان                  | برزو نیک نژاد                     | شبکه ۳                  |
| ۱۳۹۹ | شام ایرانی (سری چهارم)     | سعید ابوطالب                      | شبکه نمایش خانگی        |
| ۱۴۰۰ | خوب، بد، جلف (رادیو اکتیو) | محسن چگینی                        | شبکه نمایش خانگی        |

### تله فیلم
- لیموترش (جواد رضویان) (۱۳۸۹)
- گنجشک و قناری (رحیم بهبودی) (۱۳۹۰)
- زبرجد (مجتبی اسدی) (۱۳۹۲)
- آقای عزیز (حسن حج گزار) (۱۳۹۲)
- شهر در امن و امان است (کمال مقدم) (۱۳۹۳)
- پشت درهای بسته (مسعود رشیدی) (۱۳۹۳)
- الیما (مهدی ابوالحسنی) (۱۳۹۴)

## جوایز و افتخارات
- جایزه بهترین بازیگر نقش مکمل زن از جشنواره عشق در کشور آمریکا برای فیلم جاودانگی به کارگردانی مهدی فردقادری (۱۳۹۷)[نیازمند منبع]